# A Görcs ikrek
A Görcs ikrek (The Cramp Twins) egy brit-amerikai rajzfilmsorozat. Két testvérről szól, Lucien Görcs-ről és Wayne Görcsről, akik Szappanvárosban élnek szüleikkel.

## Szereplők
Lucien Görcs
A tízéves Lucien Görcs, Wayne tanulógép testvére. Fondorlatos beszédű és érzékeny, szeret kötögetni, mások kedvében járni, tudományosan és környezetvédelmileg is jól tájékozott. Szerelmes Tony anyjába, Lily Parsons-ba.
Wayne Görcs
A már majdnem veszélyesen kattant Wayne csak egy céllal rendelkezik: hogy zavarba hozza és zaklassa Lucien-t, ikertestvérét, akit csak úgy hív: beszari és úgy is hogy pacalpofa. Szeret a városi szeméttelepre járni, Mocskos Joe-hoz mindenféle kacatért. Tetteiért még akkor sem vállal felelősséget, ha nagy eséllyel tönkremegy az élete, vagy majdnem meghal. Ha baja esik neki, vagy másnak, akkor meglepően gyorsan egy "Én jófiú vagyok" szöveggel Lucienre fogja az egészet. Brutális viselkedését részben anyjától örökölte, másrészt rengeteg tévéműsort néz. Gyerekcsapda szerkezeteket épít Lucien elfogására. Utálja a természetes dolgokat, ételeket, mint a többi szappanvárosi lakos. Szülei csak neki hisznek. Még azt sem bánja, ha egy fél épület megsemmisül miatta, mivel azt hazudja, ez közügy, amit Lucien jósága okozott. Ő egy őrült, akinek egyedül a televízió és Mocskos Joe a barátja. Fizikailag rendkívül erős. Ráadásul minden különösebb magyarázat nélkül az egész teste kék színű.
Mr. Herman Görcs
Az ikrek apja egy béna pasas, aki szeret nyugalomban élni. A Szappangyárban dolgozik ügynökként. Munkája a gyár termékeinek forgalmazása. Mániája a vadnyugat és gyakran bújik el kamrájában, hogy cowboynak öltözve gyakorolja a lasszózást. Belezúgott Rodeó Ritába.
Mrs. Dorothy Görcs
Görcsné tisztaság és higiénia-mániás. A pincét mosoda-laborrá alakította át és hajlamos a hisztériára. Mint a szappan városi lakosok, ő is utálja a környezetbarát dolgokat. Ő azt hiszi, előre haladhat a világ az ő ötleteivel, de mivel fiai életét is kockáztatja a környezetet szennyező vegyszereivel ebben nincs esélye. Abban a hitben él, hogy mindkét fia egy élő angyal.
Tony Parsons
A maga ötven centis magasságával Tony lehet a legalacsonyabb nyolcéves a világon. Legjobb barátja Lucien. Kis méretével könnyedén kúszik át csöveken, nagyon okos és kedves teremtés. Nem jár suliba hanem dolgozik. A mocsárban él.
Parsons úr
Tony apja. Ő is mocsárlakó. Utálja Wayne-t. Sokszor segít Tony-nak, és Lucien-nek.
Wendy Winkle
Walter Winkle lánya. Szerelmes Wayne-be vagy ahogy ő mondja Wayne-baby. Imádja a pónikat, eléggé elkényeztetett.
Walter Winkle
Szappanváros leggazdagabb polgára, a Szappangyár tulajdonosa.
Mari Phelps
Lucien másik legjobb barátja. Ő a családjában a fekete bárány.
Hiszti néni
A fiúk egyik tanára. Utálja Wayne-t és a barátját Mocskos Joe-t.
Mocskos Joe
A szeméttelepen él egy lakókocsiban. Nem nagyon szokott tisztálkodni, valószínűleg innen ered a neve is.

## Magyar változat
| Szereplő           | Eredeti hang        | Magyar hang                                                          |
| ------------------ | ------------------- | -------------------------------------------------------------------- |
| Lucien Görcs       | Kath Soucie         | Simonyi Balázs (1. hang) Kossuth Gábor (2. hang)                     |
| Wayne Görcs        | Tom Kenny           | Csőre Gábor                                                          |
| Mr. Herman Görcs   | Ian James Corlett   | Kassai Károly                                                        |
| Mrs. Dorothy Görcs | Nicole Oliver       | Juhász Judit (1. hang) Kiss Virág (2. hang)                          |
| Tony Parsons       | Terry Klassen       | Harsányi Gábor (1. hang) Szokol Péter (2. hang)                      |
| Wendy Winkle       | Jayne Paterson      | Roatis Andrea                                                        |
| Walter Winkle      | Colin Murdock       | Koroknay Géza                                                        |
| Mari Phelps        | Tabitha St. Germain | Simonyi Piroska (1. hang) Böhm Anita (2. hang) Mezei Kitty (3. hang) |
| Puszi/Hiszti néni  | Cathy Weseluck      | Antal Olga (1. hang) Kiss Erika (2. hang)                            |
| Parsons úr         | Terry Klassen       | Harsányi Gábor (1. hang) Rosta Sándor (2. hang)                      |

További magyar hangok: Dögei Éva, Molnár Levente, Várkonyi András, Vizy György, Zsigmond Tamara
Magyar szöveg:
- Csizmás Kata

Hangmérnök:
- Tóth Péter Ákos

Vágó:
- Sinkó Ferenc

Gyártásvezető:
- Sarodi Tamás

Szinkronrendező:
- Tabák Kata

A szinkront a Cartoon Network megbízásából a Mafilm Audio Kft. készítette.

## Epizódok
| #             | Eredeti cím             | Angol cím           |
| ------------- | ----------------------- | ------------------- |
|               |                         |                     |
| ELSŐ ÉVAD     |                         |                     |
|               |                         |                     |
| 01            | Divat Mánia             | Fashion Passion     |
| 01            | Kicsiny Csoda           | Small Wonder        |
|               |                         |                     |
| 02            | Dupla Randi             | Date Dupe           |
| 02            | X Ügynök                | Agent X             |
|               |                         |                     |
| 03            | Winkle Bácsi Majma      | Mr Winkle Monkey    |
| 03            | Gonosz Wendy            | Wicked Wendy        |
|               |                         |                     |
| 04            | Mocsári Láz             | Swamp Fever         |
| 04            | Kungfu Mánia            | Kung Foolish        |
|               |                         |                     |
| 05            | Csendet Kérünk          | Silence Please      |
| 05            | Plüss Gomba             | Fur Fungus          |
|               |                         |                     |
| 06            | Ökörsütés A Klubban     | Home On The Range   |
| 06            | Tisztaság Fél Betegség  | Holesome            |
|               |                         |                     |
| 07            | Járvány                 | Sick Daze           |
| 07            | Kerítés Vakság          | Picket Picket       |
|               |                         |                     |
| 08            | Átkozott Nosztalgia     | Nostalgia Nasty     |
| 08            | A Hajvágás Borzalmai    | Haircut Horrors     |
|               |                         |                     |
| 09            | Az Óriásbébi            | Big Baby            |
| 09            | A Szórólap              | Ad Bad              |
|               |                         |                     |
| 10            | Munkavállalás           | Workout             |
| 10            | A Hatodik Érzéketlenség | 6th Senselessness   |
|               |                         |                     |
| 11            | Iker Tanulmány          | Twin Studies        |
| 11            | A Szülinapi Zsúr        | Birthday Blues      |
|               |                         |                     |
| 12            | A Nagymama Zongorája    | Grandma’s Piano     |
| 12            | Idegen Vezetés          | Guide Games         |
|               |                         |                     |
| 13            | Lépre Csalt Madarak     | Prize Swallow       |
| 13            | Jégkrém Terror          | Ice Scream          |
|               |                         |                     |
| MÁSODIK ÉVAD  |                         |                     |
|               |                         |                     |
| 14            | Wayne A Farkasember     | Wolfman Wayne       |
| 14            | Rodeó Apó               | Shed Dead           |
|               |                         |                     |
| 15            | Kémes Pite              | Spy’s Pies          |
| 15            | Nem Igazán              | No Means Yes        |
|               |                         |                     |
| 16            | Puszi Néni              | Miss Kissy          |
| 16            | Friend Fight            |                     |
|               |                         |                     |
| 17            | Járj Mint Egy Férfi     | Walk Like A Man     |
| 17            | Goromba Bob             | Bouncy Bob          |
|               |                         |                     |
| 18            | Nagy Tál Félelem        | Great Bowl Of Fear  |
| 18            | Mud Crush               |                     |
|               |                         |                     |
| 19            | Dühöngő Szoba           | Room Rage           |
| 19            | Büdös Majom             | Dirty Monkey        |
|               |                         |                     |
| 20            | Hisztéria Hotel         | Hotel Hysteria      |
| 20            | Földöntúli Fény         | Alien Glow          |
|               |                         |                     |
| 21            | Kaméleon Káosz          | Chameleon Chaos     |
| 21            | Fűirtó                  | Weedkiller          |
|               |                         |                     |
| 22            | Kaja Csata              | Food Fight          |
| 22            | Mániákus Mari           | Marie Mania         |
|               |                         |                     |
| 23            | A Nagy Lucioni          | The Great Lucioni   |
| 23            | Wendy Fiú               | Wendy Boy           |
|               |                         |                     |
| 24            | Megkövesedett Pulykák   | Petrified Poodles   |
| 24            | Hárfa Háborúk           | Harp Wars           |
|               |                         |                     |
| 25            | A Rossz Mag             | The Bad Seed        |
| 25            | Rodeó Rita              | Rodeo Rita          |
|               |                         |                     |
| 26            | Féreg Temetés           | Worm Funeral        |
| 26            | One Sock Wonder         |                     |
|               |                         |                     |
| HARMADIK ÉVAD |                         |                     |
|               |                         |                     |
| 27            | Sírós Wayne             | Weepy Wayne         |
| 27            | Első Csapás             | First Crusher       |
|               |                         |                     |
| 28            | Nadrág Mizéria          | Pantaloonacy        |
| 28            | Lány Banda              | Girl Gang           |
|               |                         |                     |
| 29            | Motoros Gubanc          | Triker Trouble      |
| 29            | Roncs Szív              | Heart Wrench        |
|               |                         |                     |
| 30            | Görcsula Báró           | Count Crampula      |
| 30            | Huncut Menyegző         | Naughty Nuptails    |
|               |                         |                     |
| 31            | Az Apró Figyelők        | Little Watchers     |
| 31            | Tojás Mizéria           | Egg Bound           |
|               |                         |                     |
| 32            |                         | Little Big Man      |
| 32            | Zászlós Fiú             | Flag Boy            |
|               |                         |                     |
| 33            |                         | Hankenstein         |
| 33            | Tücsök Gyilkos          | Cricket Slayer      |
|               |                         |                     |
| 34            |                         | Bully For Wayne     |
| 34            | W Ügynök                | Agent W             |
|               |                         |                     |
| 35            | Wendy Háza              | Wendy House         |
| 35            | Görcs Görcs Ellen       | Cramp Vs Cramp      |
|               |                         |                     |
| 36            | Wayne Az Interneten     | Webcam Wayne        |
| 36            | Mocsári Átok            | Swamp Curse         |
|               |                         |                     |
| 37            | Tetű Irtó               | Lice Ense To Kill   |
| 37            | Wayne Serege            | Army Of Wayne       |
|               |                         |                     |
| 38            | Mocsártalanság          | Swampless           |
| 38            | Múmia Mánia             | Mummy Mania         |
|               |                         |                     |
| 39            | Wendy Viselet           | Wendy Wear          |
| 39            | Fedél Nélküli Joe       | Homeless Joe        |
|               |                         |                     |
| NEGYEDIK ÉVAD |                         |                     |
|               |                         |                     |
| 40            | Tánc Nadrág             | Dance Pants         |
| 40            | A Legjobb Tesó          | Bestest Brother     |
|               |                         |                     |
| 41            | Film Forgatás           | Film Fad            |
| 41            | Köpet Gyűjtő            | Spit Collector      |
|               |                         |                     |
| 42            | Bálna Mizéria           | News Whale          |
| 42            | Kifacsart Történet      | Twisted Ending      |
|               |                         |                     |
| 43            | Tetkó Fiú               | Tattoo Boy          |
| 43            | Tehén Fiú               | Cow Son             |
|               |                         |                     |
| 44            | Cukor Zombi             | Sugar Zombie        |
| 44            | Mocsár Osztag           | Swamp Squid         |
|               |                         |                     |
| 45            |                         | Keith               |
| 45            | Mommy Boy               |                     |
|               |                         |                     |
| 46            |                         | Goosenapped         |
| 46            | Rotten Romance          |                     |
|               |                         |                     |
| 47            |                         | Lion Worrier        |
| 47            | Kedves Nagymama         | Grandma Dearest     |
|               |                         |                     |
| 48            |                         | Mister Congeniality |
| 48            | Get Greedy              |                     |
|               |                         |                     |
| 49            |                         | Slave Mart          |
| 49            | Menő Mint Görcs         | Cool For Cramp      |
|               |                         |                     |
| 50            | Csak Desszert           | Just Dessert        |
| 50            | Kalóz Nadrág            | Pirate Pants        |
|               |                         |                     |
| 51            |                         | Neigh Means Neigh   |
| 51            | Miner Mishaps           |                     |
|               |                         |                     |
| 52            | Nevető Gáz              | Happy Gas           |
| 52            | Twin Toys               |                     |
|               |                         |                     |

## Díjak és jelölések
- British Academy Children's Awards – jelölés a legjobb animáció kategóriában[2]

## Nemzetközi sugárzás
| Ország             | Csatorna                                   | Cím                                    |
| ------------------ | ------------------------------------------ | -------------------------------------- |
| Magyarország       | Cartoon Network                            | magyarul: A Görcs ikrek                |
| Bulgária           | Cartoon Network                            | bolgárul: Близнаците Крамп             |
| Dánia              | Cartoon Network                            | dánul: Krampe tvillingerne             |
| Egyesült Királyság | CBBC, Cartoon Network Too, Cartoon Network | angolul: The Cramp Twins               |
| Franciaország      | TF1, Canal+, La Deux, France 3             | franciául: Les Jumeaux Barjos          |
| Görögország        | Star Channel                               | görögül: Οι Απίθανοι Δίδυμοι           |
| Írország           | TG4, Cartoon Network                       | angolul: The Cramp Twins               |
| Izrael             | Cartoon Network, Channel 1                 | héberül: התאומים השובבים               |
| Lengyelország      | Cartoon Network                            | lengyelül: Bliźniaki Cramp             |
| Németország        | Super RTL                                  | németül: Die Cramp Twins               |
| Norvégia           | Cartoon Network                            | norvégul: Krampetvillingene            |
| Olaszország        | Rai Due, Cartoon Network                   | olaszul: I Gemelli Cramp               |
| Oroszország        | Cartoon Network                            | oroszul: Близнецы Крэмп                |
| Portugália         | Cartoon Network                            | portugálul: Os Cramp Twins             |
| Románia            | Cartoon Network                            | románul: Gemenii Cramp                 |
| Spanyolország      | Cartoon Network, Boomerang                 | spanyolul: Los Terribles Gemelos Cramp |
| Svédország         | Cartoon Network                            | svédül: Tvillingarna Kramp             |
| Szaúd-Arábia       | MBC 3                                      | arabul: التوأم المختلف                 |
| Törökország        | Cartoon Network                            | törökül: Cramp İkizler                 |
| Ukrajna            | ICTV, Malyatko TV, TET TV                  | ukránul: Близнюки Кремп                |